# Reinhardt Kristensen
Reinhardt Møbjerg Kristensen (Dinamarca, 6 de diciembre de 1948) es un biólogo de invertebrados miembro del Natural History Museum of Denmark, famoso por el descubrimiento de tres nuevos phyla de animales microscópicos: la Loricifera en 1983, el Cycliophora en 1995, y los Micrognathozoa en 2000. También es considerado uno de los principales expertos del mundo sobre los tardígrados. Reciente campo de investigación gira principalmente en torno a la biología ártica.
Él y su compañero danés científico Peter Funch descubrieron a Symbion pandora (Cycliophora), un animal microscópico en forma de jarra que habita en lal partes bucales de langostas de Noruega, en 1995. Los científicos también han descubierto otros especies de (Cyliophora) en otros tipos de langostas.

## Publicaciones
Imcompleta
- 1982: New Aberrant Eutardigrades from Homothermic Springs on Disko Island, West Greenland.[4]

- 1984: A New Family of Arthrotardigrada (Tardigrada: Heterotardigrada) from the Atlantic Coast of Florida, U.S.A.[5]

- 1986: New Loricifera from southeastern United States coastal Waters.[6]

- 2001: A New Tanarctid Arthrotardigrade with Buoyant Bodies.[7]

- 2009: Urnaloricus gadi nov. gen. et nov. sp. (Loricifera, Urnaloricidae nov. fam.), an aberrant Loricifera with a viviparous pedogenetic life cycle.[8]

## Abreviatura (zoología)
La abreviatura Kristensen  se emplea para indicar a Reinhardt Kristensen como autoridad en la descripción y taxonomía en zoología.